# Letterkenny (Fernsehserie)
Letterkenny ist eine kanadische Fernseh-Sitcom, die von Jared Keeso kreiert und von Jacob Tierney inszeniert wurde. Beide sind auch die Entwickler und Hauptautoren der Serie. Die Premiere erfolgte am 7. Februar 2016 über Crave, und die Serie endete am 25. Dezember 2023. Die Handlung dreht sich um die Abenteuer der Bewohner der fiktiven ländlichen Gemeinde Letterkenny in Ontario. Hauptdarsteller sind Jared Keeso, Nathan Dales, Michelle Mylett und K. Trevor Wilson.
Die Serie basiert auf einer YouTube-Reihe namens *Letterkenny Problems* und wurde im März 2015 von Crave in Auftrag gegeben. In den USA wird die Serie über Hulu vertrieben, wobei die ersten beiden Staffeln im Juli 2018 dort Premiere hatten. Weitere Staffeln wurden am 27. Dezember 2018 hinzugefügt. Im Mai 2019 erwarb Hulu die exklusiven Streaming-Rechte für die USA. Die zwölfte und letzte Staffel wurde am 25. Dezember 2023 veröffentlicht.
Die Serie hat zahlreiche Auszeichnungen und Nominierungen erhalten, darunter einen Canadian Screen Award für die beste Comedyserie. Ein Spin-off, das ebenfalls von Keeso entwickelt und gespielt wird, Shoresy, feierte 2022 auf Crave Premiere.

## Handlung
Letterkenny spielt in der gleichnamigen ländlichen Gemeinde in Ontario, die nach Letterkenny in Irland benannt ist und überwiegend von Nachkommen irischer Einwanderer bewohnt wird, die während der Großen Hungersnot nach Kanada kamen. Die meisten Episoden beginnen mit dem Text: „Es gibt 5000 Menschen in Letterkenny. Dies sind ihre Probleme.“ 
Die Serie konzentriert sich auf die Geschwister Wayne und Katy, die mit Hilfe von Waynes Freunden Daryl und Squirrely Dan eine kleine Farm und einen Verkaufsstand betreiben.
Die Episoden behandeln das Kleinstadtleben unter verschiedenen Menschengruppen: den Bauern ("Hicks"), Fitnessstudiobesuchern und Auswärtigen, die für das lokale Eishockeyteam spielen ("Jocks"), dem offensichtlich verschlossenen christlichen Pastor Glen, den Drogensüchtigen ("Skids"), den Mitgliedern der nahegelegenen First-Nation-Reservation ("Natives"), den benachbarten Mennoniten und den Québécois. Frühere Handlungsstränge drehten sich oft um Waynes Verteidigung seines Rufs als „der härteste Kerl in Letterkenny“, das erfolglose Eishockeyteam der Stadt, die Pläne der Skids, alle für Drogengeld abzuzocken, und Waynes Liebesleben nach der Trennung von seiner Highschool-Freundin, die ihn betrogen hatte.
Jede Episode beginnt mit einer Cold-Open-Sequenz im Mockumentary-Stil, in der die Figuren direkt zur Kamera sprechen, was mit einem regulären Sitcom-Format verwoben ist, das das Szenario zeigt, das die Figuren beschreiben; nach der Titelsequenz wird der Mockumentary-Stil aufgegeben, und die Figuren wenden sich in der Regel im weiteren Verlauf der Episode nicht mehr an die Kamera. Die Show wurde dafür gelobt, das Klischee von engstirnigen und unintelligenten Kleinstadtbewohnern zu untergraben; dies zeigt sich am häufigsten in dem wiederkehrenden Witz, dass fast alle Charaktere ausgefeilte und fundierte Ansichten zu sozialen Themen äußern können und einen ständigen Fluss von Einzeilern, Wortspielen und Schlagfertigkeiten im Gespräch mit anderen Figuren liefern.

## Episodenliste

### Staffel 1
Die erste Staffel führt die Zuschauer in das Leben von Wayne, Katy, Daryl und Dan ein, die auf einer Farm in der fiktiven Kleinstadt Letterkenny in Ontario leben. Wayne, der als der härteste Kerl in Letterkenny bekannt ist, kämpft damit, seinen Ruf aufrechtzuerhalten, nachdem seine Ex-Freundin ihn verlassen hat. Die Staffel beleuchtet die Rivalitäten zwischen verschiedenen Gruppen wie den „Hicks“ (Farmer), den „Skids“ (drogenabhängige Außenseiter) und den Hockeyspielern, wobei sich immer wieder witzige Situationen und bissige Dialoge entwickeln.
| Nr. (ges.) | Nr. (St.) | Originaltitel                  |
| --- | --------- | ------------------------------ |
| 1 | 1.1       | Ain't No Reason to Get Excited |
| Wayne, der als der härteste Typ in Letterkenny bekannt ist, versucht nach seiner Trennung von Angie, seine Kämpfe hinter sich zu lassen. Währenddessen eskaliert die Rivalität zwischen den Hicks, den Hockeyspielern und den Skids. |           |                                |
| 2 | 1.2       | Daryl's Super Soft Birthday    |
| Wayne und die Hicks planen eine „super weiche“ Geburtstagsparty für ihren Freund Daryl. Die exzessive Weichheit der Feier sorgt für viele Lacher und einen Einblick in die freundschaftliche Seite der harten Jungs.                 |           |                                |
| 3 | 1.3       | Fartbook                       |
| Die Hicks erfinden „Fartbook“, eine Parodie auf Facebook, die es Nutzern erlaubt, Furzgeräusche zu teilen und zu bewerten. Was als einfache Idee beginnt, nimmt schnell eine verrückte Wendung.                                      |           |                                |
| 4 | 1.4       | Wingman Wayne                  |
| Wayne übernimmt die Rolle von Daryls „Wingman“, um ihm zu helfen, Frauen kennenzulernen. Doch die Situation gerät schnell aus den Fugen, als sich Missverständnisse häufen.                                                          |           |                                |
| 5 | 1.5       | Rave                           |
| Die Skids organisieren eine Rave-Party, um Geld für ihre Geschäfte zu sammeln, was zu Konflikten mit den Hicks führt. Stewart und Devon geraten in Streit darüber, wie sie die Gruppe führen sollten.                                |           |                                |
| 6 | 1.6       | A Fuss in the Back Bush        |
| Die Hicks, Skids und Hockeyspieler treffen in einer großen Schlägerei aufeinander. Wayne muss sich entscheiden, ob er seine Rolle als Anführer behalten will oder nicht.                                                             |           |                                |

### Staffel 2
Wayne beginnt in Staffel 2, sich wieder in das Dating-Leben zu stürzen, nachdem er Katy's Freundin Tanis datet. In der Zwischenzeit sorgen die Hockeyspieler Reilly und Jonesy für Ärger, indem sie versuchen, ihre Rivalität mit den Skids zu verstärken. Die Skids sind in ihrer eigenen Welt beschäftigt, als sie eine Rave-Party planen, um das Geld für ihren Meth-Ring zu finanzieren. Die Hicks müssen sich immer wieder gegen die Bedrohung durch „Degens“ (Außenseiter) verteidigen.
| Nr. (ges.) | Nr. (St.) | Originaltitel                  |
| --- | --------- | ------------------------------ |
| 7 | 2.1       | Ain't No Reason to Get Excited |
| Wayne erholt sich von seiner Trennung und versucht, die Rolle des härtesten Typen von Letterkenny zu behaupten. Die Skids und die Hockeyspieler lassen ihre Rivalitäten erneut aufleben.                     |           |                                |
| 8 | 2.2       | The Election                   |
| Wayne kandidiert bei den Wahlen für den Vorsitz des Ag Hall, während Stewart und Devon in einen Machtkampf geraten. Die Hicks unterstützen Wayne, doch es gibt einige unerwartete Wendungen.                 |           |                                |
| 9 | 2.3       | Relationships                  |
| Wayne und Rosie beginnen eine Beziehung, was für viel Gesprächsstoff in Letterkenny sorgt. Stewart hadert mit seinem Wunsch, die Drogen hinter sich zu lassen, und versucht, seine Musikkarriere zu starten. |           |                                |
| 10 | 2.4       | Bradley Is a Killer            |
| Bradley, ein gefährlicher Fremder, kehrt nach Letterkenny zurück und sorgt für Unruhe unter den Einwohnern. Die Hicks müssen sich entscheiden, ob sie sich ihm entgegenstellen oder nicht.                   |           |                                |
| 11 | 2.5       | The Letterkenny Leave          |
| McMurray und Mrs. McMurray laden die Hicks zu einer Party ein, bei der sie ihre Vorliebe für den Swinger-Lifestyle enthüllen. Wayne und seine Freunde versuchen, der unangenehmen Situation zu entkommen.    |           |                                |
| 12 | 2.6       | Finding Stormy a Stud          |
| Wayne sucht nach einem geeigneten Partner für seine Hündin Stormy, während Reilly und Jonesy ihre eigenen romantischen Probleme lösen müssen.                                                                |           |                                |

### Staffel 3
Die dritte Staffel konzentriert sich auf die persönlichen Beziehungen der Charaktere. Wayne beginnt eine neue Beziehung, während Katy mit den Hockeyspielern Reilly und Jonesy in einer Dreiecksbeziehung bleibt. Die Hicks und die Skids kämpfen weiterhin mit ihren üblichen Rivalitäten, und es gibt eine weitere Bedrohung durch eine Gruppe von Außenseitern, die als Degens bekannt sind. Wayne wird erneut gefordert, seinen Status als härtester Kerl von Letterkenny zu behaupten.
| Nr. (ges.) | Nr. (St.) | Originaltitel                  |
| --- | --------- | ------------------------------ |
| 13 | 3.1       | Sled Shack                     |
| Wayne und seine Freunde bauen sich eine neue „Schlittenhütte“ und geraten dabei in Konflikte mit den Hockeyspielern. Die Rivalitäten zwischen den verschiedenen Gruppen in Letterkenny verschärfen sich erneut. |           |                                |
| 14 | 3.2       | Puck Bunny                     |
| Die Hockeyspieler kämpfen mit den „Puck Bunnies“, Mädchen, die nur an Hockeyspielern interessiert sind, während die Hicks sich mit Beziehungsproblemen auseinandersetzen.                                       |           |                                |
| 15 | 3.3       | The Battle for Bonnie McMurray |
| Bonnie McMurray wird zum Objekt der Begierde für viele Männer in Letterkenny, was zu einer Rivalität zwischen den Hicks und den Hockeyspielern führt. Jeder versucht, sie zu beeindrucken.                      |           |                                |
| 16 | 3.4       | Les Hiques                     |
| Die Hicks haben es mit einer Gruppe von französischsprachigen Rivalen zu tun, was zu Missverständnissen und komischen Situationen führt. Wayne versucht, seine Führungsrolle zu festigen.                       |           |                                |
| 17 | 3.5       | Hard Right Jay                 |
| Ein extrem rechter Aktivist namens Jay kommt nach Letterkenny und versucht, die Einwohner zu radikalisieren. Die Hicks und ihre Freunde müssen entscheiden, wie sie damit umgehen.                              |           |                                |
| 18 | 3.6       | The Haunting of MoDean's II    |
| Das neue MoDean's II wird von einem Geist heimgesucht, und die Einwohner von Letterkenny müssen herausfinden, wie sie mit dem paranormalen Phänomen umgehen sollen.                                             |           |                                |

### Staffel 4
In Staffel 4 bringt Wayne die Rivalität auf die nächste Stufe, als er sich erneut mit den Degens auseinandersetzt und dabei seine Freunde fest an seiner Seite hat. Es gibt Spannungen in Wayne und Rosie’s Beziehung, und Katy strebt nach neuen Eroberungen. Die Skids geraten weiter in Schwierigkeiten, während sie mit neuen Bedrohungen durch die Polizei und ihre eigene Gier konfrontiert sind. Die Hockeyspieler versuchen, ihre Saison wieder in Gang zu bringen.
| Nr. (ges.) | Nr. (St.) | Originaltitel                 |
| --- | --------- | ----------------------------- |
| 19 | 4.1       | Never Work a Day in Your Life |
| Wayne und die Hicks nehmen ihre landwirtschaftlichen Pflichten sehr ernst, während sie gleichzeitig versuchen, das Dorf von den „Degens“ zu säubern, die die Ordnung in Letterkenny stören. Die Hockeyspieler Reilly und Jonesy stehen vor neuen Herausforderungen, als sie versuchen, ihre Beziehung mit den Mädchen von Letterkenny zu stabilisieren. |           |                               |
| 20 | 4.2       | A Fuss at the Ag Hall         |
| Wayne kandidiert für den Vorsitz des Landwirtschaftsverbandes, doch seine Ideale prallen auf den Widerstand anderer Mitglieder, insbesondere McMurray. Währenddessen wächst die Rivalität zwischen den Hicks und den Skids weiter, als sie sich über den Nutzen von Subkulturen streiten.                                                               |           |                               |
| 21 | 4.3       | Way to a Man's Heart          |
| Wayne und seine Freunde versuchen, herauszufinden, wie sie ihre Beziehungen am besten pflegen können, während sie gleichzeitig ihre Unabhängigkeit bewahren. Daryl versucht, seine Schwärmerei für ein neues Mädchen in Letterkenny zu verbergen, während er mit Wayne und Dan darüber diskutiert, was Frauen wirklich von Männern erwarten.            |           |                               |
| 22 | 4.4       | Letterkenny Talent Show       |
| Die Bewohner von Letterkenny treten in einer Talentshow gegeneinander an. Während die Hicks, die Skids und die Hockeyspieler sich auf ihre Auftritte vorbereiten, sorgen McMurray und Mrs. McMurray mit ihren extravaganten Darbietungen für einige unangenehme Momente.                                                                                |           |                               |
| 23 | 4.5       | The Letterkenny Leave         |
| Die McMurrays laden die Hicks zu einer Poolparty ein, bei der sie ihre Vorliebe für den Swinger-Lifestyle offenbaren. Wayne und seine Freunde versuchen, höflich zu bleiben, während sie gleichzeitig den Versuchungen widerstehen. |           |                               |
| 24 | 4.6       | Great Day for Thunder Bay     |
| Wayne trifft auf einen neuen Rivalen aus Thunder Bay, der seine Position als härtester Mann in Letterkenny infrage stellt. Währenddessen müssen die Skids ihre Differenzen mit den anderen Bewohnern von Letterkenny überwinden, um einen gemeinsamen Feind zu besiegen.                                                                                |           |                               |

### Staffel 5
Die fünfte Staffel bringt viele Veränderungen mit sich. Wayne muss entscheiden, ob er bereit ist, den nächsten Schritt in seiner Beziehung zu Rosie zu gehen. Katy nimmt an einer Schönheitswettbewerb teil, was zu erheiternden Spannungen unter den Dorfbewohnern führt. Die Skids und die Hockeyspieler haben weiterhin ihre Rivalitäten, doch diese Staffel hebt den Zusammenhalt der Stadt hervor, als alle gegen äußere Bedrohungen ankämpfen müssen.
| Nr. (ges.) | Nr. (St.) | Originaltitel              |
| --- | --------- | -------------------------- |
| 25 | 5.1       | We Don't Fight at Weddings |
| Wayne, Katy und die Hicks nehmen an einer Hochzeit teil, doch die Feier droht durch Spannungen zwischen den verschiedenen Gruppen in Letterkenny zu eskalieren. Wayne versucht, die Ruhe zu bewahren und die Streithähne auseinanderzuhalten.                           |           |                            |
| 26 | 5.2       | The Old College Try        |
| Die Hicks denken über ihre Zukunft nach und überlegen, ob sie aufs College gehen sollen. Währenddessen haben die Hockeyspieler mit Beziehungsproblemen zu kämpfen, und die Skids versuchen, neue künstlerische Projekte zu starten.                                     |           |                            |
| 27 | 5.3       | Hard Right Jay             |
| Ein rechter Aktivist namens Jay kommt nach Letterkenny und versucht, die Einwohner zu radikalisieren. Die Hicks und ihre Freunde müssen entscheiden, wie sie auf diese neue Bedrohung reagieren.                                                                        |           |                            |
| 28 | 5.4       | Letterkenny Spelling Bee   |
| Die Bewohner von Letterkenny treten in einem Buchstabierwettbewerb gegeneinander an. McMurray versucht, durch sein undeutliches Sprechen zu betrügen, was zu Verwirrung und lustigen Missverständnissen führt.                                                          |           |                            |
| 29 | 5.5       | Back to Back to Back       |
| Wayne wird mit seiner Vergangenheit konfrontiert, als ein alter Bekannter nach Letterkenny zurückkehrt. Währenddessen kämpfen die Skids mit internen Spannungen, und die Hicks versuchen, eine alte Freundschaft zu retten.                                             |           |                            |
| 30 | 5.6       | Bock et Biche              |
| Wayne und seine Freunde müssen sich mit einer Gruppe von Jägern aus Quebec auseinandersetzen, die in Letterkenny auf Wildjagd sind. Während die Rivalität zwischen den Quebecern und den Einwohnern von Letterkenny wächst, versuchen die Hicks, den Frieden zu wahren. |           |                            |

### Staffel 6
Die sechste Staffel zeigt, wie Wayne und die anderen sich mit neuen sozialen Dynamiken in der Stadt auseinandersetzen. Die Rivalitäten eskalieren, insbesondere zwischen den Hicks und den Skids, während neue Außenseiter nach Letterkenny kommen und die Harmonie stören. Außerdem kommt es zu neuen romantischen Verwicklungen und komischen Missverständnissen, als die Figuren versuchen, ihren Platz in der Stadt zu behaupten.
| Nr. (ges.) | Nr. (St.) | Originaltitel                         |
| --- | --------- | ------------------------------------- |
| 31 | 6.1       | What Could Be So Urgent?              |
| Wayne und seine Freunde geraten in eine Diskussion darüber, was wirklich wichtig ist, als Katy einen dringenden Anruf erhält. Die Skids haben mit einer neuen Bedrohung zu kämpfen, während die Hockeyspieler sich auf ein großes Spiel vorbereiten.                                             |           |                                       |
| 32 | 6.2       | Bush Party Season                     |
| Es ist wieder Zeit für die jährliche "Bush Party", bei der die Hicks, die Skids und die Hockeyspieler aufeinandertreffen. Alte Feindschaften brechen auf, und die Stimmung heizt sich schnell auf, während alle versuchen, ihre Dominanz zu behaupten.                                           |           |                                       |
| 33 | 6.3       | The City                              |
| Die Hicks unternehmen einen Ausflug in die Stadt, wo sie auf neue Herausforderungen und einige seltsame Charaktere treffen. Unterdessen kämpfen die Skids mit internen Spannungen, während sie versuchen, ihre Pläne voranzutreiben.                                                             |           |                                       |
| 34 | 6.4       | Dyck's Slip Out                       |
| Die Mennoniten Noah und Anita Dyck suchen in Letterkenny nach ihren verlorenen Töchtern. Die Hicks versuchen zu helfen, während McMurray und seine Frau die Dycks auf ihre ganz eigene Art willkommen heißen.                                                                                    |           |                                       |
| 35 | 6.5       | Different Strokes for Different Folks |
| Während Wayne und die Hicks über den Lifestyle von McMurray und seiner Frau diskutieren, entstehen neue Spannungen zwischen den verschiedenen sozialen Gruppen in Letterkenny. Jeder versucht, seinen eigenen Weg zu finden, während sie gleichzeitig die anderen akzeptieren.                   |           |                                       |
| 36 | 6.6       | Yew!                                  |
| Die Hicks und die Skids müssen sich mit einer neuen Gruppe von Außenseitern auseinandersetzen, die in Letterkenny auftaucht und versucht, ihre Regeln aufzuzwingen. Währenddessen versuchen die Hockeyspieler, ihre eigenen Probleme zu lösen, während sie sich auf das große Spiel vorbereiten. |           |                                       |

### Staffel 7
In Staffel 7 versuchen die Hicks, ein neues öffentliches Agrarprogramm auf dem lokalen Kabelkanal zu starten, was zu allerlei Chaos und lustigen Momenten führt. Die Hockeyspieler bereiten sich auf ein großes Turnier vor, während die Skids an ihren musikalischen und künstlerischen Projekten arbeiten. Es kommt zu einer Reihe von Wettbewerben und witzigen Auseinandersetzungen zwischen den verschiedenen Gruppen, die die Stadt prägen.
| Nr. (ges.) | Nr. (St.) | Originaltitel        |
| --- | --------- | -------------------- |
| 37 | 7.1       | Crack N Ag           |
| Wayne und die Hicks starten eine neue öffentliche Agrarshow auf dem lokalen Kabelsender, was zu einigen lustigen, aber auch chaotischen Momenten führt. Währenddessen versuchen die Skids, ihre Musik- und Kunstprojekte weiter voranzutreiben.                                 |           |                      |
| 38 | 7.2       | Red Card Yellow Card |
| Die Hicks führen ein neues System ein, um Auseinandersetzungen zu regeln: das „Rot- und Gelb-Kartensystem“. Dies führt zu einigen spannenden und komischen Momenten, besonders als McMurray und andere Dorfbewohner versuchen, das System zu umgehen.                           |           |                      |
| 39 | 7.3       | Nut                  |
| Die Hockeyspieler bereiten sich auf ein neues Turnier vor, während die Hicks mit einigen neuen Dorfbewohnern zu kämpfen haben, die versuchen, ihren Platz in der sozialen Hierarchie von Letterkenny zu finden.                                                                 |           |                      |
| 40 | 7.4       | Letterkenny vs Penny |
| Die Stadt tritt in einem epischen Wettbewerb gegen eine benachbarte Stadt an, was zu einigen witzigen und chaotischen Momenten führt, während die verschiedenen Gruppen in Letterkenny versuchen, ihre Stadt zu verteidigen.                                                    |           |                      |
| 41 | 7.5       | W's Talk, Baby       |
| Wayne und die Hicks diskutieren über die verschiedenen „Wörter“, die in der Stadt verwendet werden, während die Skids neue kreative Wege finden, um ihre Projekte voranzutreiben. Unterdessen haben die Hockeyspieler weiterhin mit ihren eigenen Herausforderungen zu kämpfen. |           |                      |

### Staffel 8
In Staffel 8 geht es turbulent weiter. Die Hockeyspieler stehen vor dem wichtigsten Spiel ihrer Karriere, und die Hicks müssen sich mit einer neuen Bedrohung auseinandersetzen, als eine Gruppe von Raufbolden in die Stadt kommt. Die Skids planen weiterhin ihre Projekte, und die Stadt wird durch eine Reihe von Missverständnissen erschüttert, die Wayne und seine Freunde zu lösen versuchen. Auch neue religiöse Bewegungen tauchen auf, was die Bewohner von Letterkenny vor neue Herausforderungen stellt.
| Nr. (ges.) | Nr. (St.) | Originaltitel                       |
| --- | --------- | ----------------------------------- |
| 42 | 8.1       | Miss Fire                           |
| Die Stadt Letterkenny wird durch eine Reihe von Missverständnissen erschüttert, als die verschiedenen Gruppen versuchen, ihre eigenen Probleme zu lösen. Wayne und seine Freunde müssen eingreifen, um den Frieden wiederherzustellen. |           |                                     |
| 43 | 8.2       | National Senior Hockey Championship |
| Die Hockeyspieler bereiten sich auf das wichtigste Spiel ihrer Karriere vor, während die Hicks und die Skids versuchen, das Team zu unterstützen und gleichzeitig ihre eigenen Probleme zu lösen.                                      |           |                                     |
| 44 | 8.3       | The Rippers                         |
| Wayne und die Hicks müssen sich mit einer neuen Bedrohung auseinandersetzen, als eine Gruppe von Raufbolden nach Letterkenny kommt und versucht, das Dorf zu übernehmen.                                                               |           |                                     |
| 45 | 8.4       | Ferda                               |
| Reilly und Jonesy stehen vor einer großen Entscheidung, die ihre Hockeykarriere beeinflussen könnte, während Wayne und die Hicks versuchen, eine neue Bedrohung in der Stadt zu bekämpfen.                                             |           |                                     |
| 46 | 8.5       | Day Beers Day                       |
| Die Hicks und die Skids feiern den „Day Beers Day“, einen Tag, an dem es nur um Bier und Spaß geht. Doch die Feierlichkeiten geraten außer Kontrolle, als unerwartete Gäste auftauchen.                                                |           |                                     |
| 47 | 8.6       | Holy Sheet                          |
| Wayne und seine Freunde müssen sich mit einer neuen religiösen Bewegung auseinandersetzen, die in Letterkenny Fuß fassen will. Die Hicks und die Skids müssen entscheiden, ob sie die neue Gruppe akzeptieren oder bekämpfen sollen.   |           |                                     |
| 48 | 8.7       | Day Beers Day                       |
| Es ist „Day Beers Day“. Katy macht einen Ausflug. |           |                                     |

### Staffel 9
| Nr. (ges.)                                                                                           | Nr. (St.) | Originaltitel         |
| --- | --------- | --------------------- |
| 55                                                                                                   | 9.1       | American Buck and Doe |
| Nach dem Kampf mit Dierks besuchen die Hicks, Skids und Jocks eine amerikanische Buck and Doe-Party. |           |                       |
| 56                                                                                                   | 9.2       | Kinder mit Problemen  |
| Kinder mit Problemen bekommen wichtige Lebenslektionen... und Hotdogs.                               |           |                       |
| 57                                                                                                   | 9.3       | Verbrannte Erde       |
| Katy bringt ihre "Verbrannte Erde"-Strategie nach Letterkenny. Gail kommt selbst auf ihre Kosten.    |           |                       |
| 58                                                                                                   | 9.4       | Mizwa                 |
| Die Jocks lernen etwas über das Judentum.                                                            |           |                       |
| 59                                                                                                   | 9.5       | Übernachtungsparty    |
| Übernachtungsaktivitäten; Filme, Brettspiele und Mädchengespräche.                                   |           |                       |
| 60                                                                                                   | 9.6       | Brustaurant           |
| Ein Restaurant im "Brustaurant"-Stil eröffnet in Letterkenny.                                        |           |                       |
| 61                                                                                                   | 9.7       | NDN NRG               |
| Tanis startet ihr eigenes Energy-Drink-Geschäft.                                                     |           |                       |

### Staffel 10
| Nr. (ges.) | Nr. (St.) | Originaltitel                  |
| --- | --------- | ------------------------------ |
| 62 | 10.1      | King of Suckers                |
| Ein neues Energy-Drink wird eingeführt und findet einige begeisterte Verbraucher in der Stadt, aber die Einführung des Getränks hat einige interessante Konsequenzen. Die Hicks, Skids und Jocks erinnern sich an ihre letzte Auseinandersetzung mit Dierks. |           |                                |
| 63 | 10.2      | Dealership                     |
| Wayne und McMurray helfen Marie-Fred, ein Auto von einem problematischen Autohändler zu kaufen. |           |                                |
| 64 | 10.3      | Dyck Meat                      |
| Die Hicks besuchen eine Wurstparty. Ein Videospielwettkampf zwischen den Jocks und Skids führt zu einem heftigen Wettkampf. |           |                                |
| 65 | 10.4      | Prostate                       |
| Wayne, Daryl, Tyson und Coach bereiten sich auf ihre erste Prostatauntersuchung vor. |           |                                |
| 66 | 10.5      | VidVok                         |
| Die Jocks und Skids konkurrieren um VidVok-Ruhm und suchen jeweils nach einer großen Anzahl von Fans. Nach einem Zamboni-Job auf dem Eisfeld treffen Wayne und Shoresy endlich von Angesicht zu Angesicht aufeinander.                                       |           |                                |
| 67 | 10.6      | Sundays Are for Picking Stones |
| Die Hicks rekrutieren Hilfe für die schwierige Aufgabe, Steine zu pflücken, stellen jedoch fest, dass die Hilfe mit einigen Problemen verbunden ist. Unterdessen zieht Shoresy nach Sudbury, um einem Senior AAA-Hockeyteam beizutreten.                     |           |                                |

### Staffel 11
| Nr. (ges.) | Nr. (St.) | Originaltitel |
| --- | --------- | ------------- |
| 69 | 11.1      | Chips         |
| Die Gang veranstaltet eine Fishbowl, um den besten Chipgeschmack aller Zeiten zu bestimmen. Jonesy und Reilly helfen Glen, sein Training zu verbessern.                                                                                          |           |               |
| 70 | 11.2      | Okoya         |
| Glen und Tanis untersuchen, wer das Geld vom Kirchenbackverkauf gestohlen hat. Wayne und Squirrely Dan warten auf eine Möbel-Lieferung. |           |               |
| 71 | 11.3      | Lost Dog      |
| Wayne und Glen führen die Suche nach einem vermissten Hund an, während Squirrely Dan und die Skids Hilfe von einem Hellseher suchen. Reilly und Jonesys Süßigkeiten stören ihr Beer League-Spiel, sehr zur Freude von Shoresy.                   |           |               |
| 72 | 11.4      | Nudes         |
| Die Ladies finden heraus, wer die Nacktbilder von Gail geleakt hat. Die Skids engagieren Goldstein, um ihr Produkt für sie zu bewerben. |           |               |
| 73 | 11.5      | Influenzas    |
| Katy und die McMurrays vermieten ihre Scheunen an Influencer. Coach bringt seine umstrittenen Methoden in die Women's Hockey League. Jivin' Pete schließt Frieden mit den Hicks.                                                                 |           |               |
| 74 | 11.6      | Degens        |
| Die Hicks treten gegen die Degens an, nachdem Wayne und Jivin' Pete einen Streit hatten. Wayne wird zu "dem Typen", nachdem er ein Paar verschreibungspflichtiger Sonnenbrillen bekommen hat. Reilly feiert seine Geburtstagswoche bei MoDean's. |           |               |

### Staffel 12
| Nr. (ges.) | Nr. (St.) | Originaltitel    |
| --- | --------- | ---------------- |
| 76 | 12.1      | Live at MoDean's |
| Nachdem Katy beim Roast von Daryl während einer Stand-up-Comedy-Nacht im MoDean's zu weit gegangen ist, findet sich Daryl in der Gesellschaft der Degens wieder. Rosie, die ihren Wunsch, Letterkenny zu verlassen und die Welt zu erkunden, nicht leugnen kann, zieht erneut weg. Wayne stimmt ihr zu, dass sie sich trennen sollten. |           |                  |
| 77 | 12.2      | Sun Darts        |
| Die Hicks und Skids helfen dem örtlichen Auktionator Jim Dickens, ein Lied und ein Musikvideo zu erstellen, um seinen Traum, Country-Star zu werden, zu verwirklichen. Daryl verbringt weiterhin Zeit mit den Degens. |           |                  |
| 78 | 12.3      | I'm a Degen      |
| Daryl geht widerwillig tiefer in seine neue Freundschaft mit den Degens, plant jedoch, zu gehen, als das Samstagabendritual der Degens zu viel wird. Jivin' Pete zwingt Daryl, sich im Video als Degen zu bezeichnen, was dazu führt, dass die Leute in Letterkenny zögern, Wayne zu helfen, ihn zu retten.                            |           |                  |
| 79 | 12.4      | Snooters         |
| In der Angst, alles über Kokain ausprobiert zu haben, unternehmen die Skids einen verzweifelten letzten Versuch, Spaß zu haben, indem sie einen After-Hours-Club eröffnen. |           |                  |
| 80 | 12.5      | Stuck            |
| Wayne überzeugt die anderen Bewohner von Letterkenny, ihm zu helfen, Daryl vor den Degens zu retten, was zu einem Kampf zwischen den beiden Gruppen führt. |           |                  |
| 81 | 12.6      | Over and Out     |
| Daryl findet seinen Platz wieder bei den Hicks. Die Skids kehren zu ihren Wurzeln zurück und organisieren eine Rave-Party für die ganze Stadt im Landwirtschaftsgebäude, haben jedoch Schwierigkeiten, sich auf ein Musikgenre zu einigen, das alle anzieht.                                                                           |           |                  |

## Figuren

### Wayne
Wayne ist der de facto Führer der "Hicks". Er ist ein hart arbeitender Bauer, der seine Profession liebt. Er pickt Steine, baut Bohnen an, jagt Schädlinge und betreibt mit Stolz einen Gemüsestand. Zusammen mit seiner jüngeren Schwester Katy lebt er auf der Farm und wird von seinen engen Freunden Daryl und Dan bei der Arbeit auf dem Hof unterstützt. Wenig ist über ihre Kindheit bekannt, außer dass sie keine Geburtstagsfeiern (Super Soft Birthday) feiern und kein Fernsehen schauen durften.
Wayne ist ein ernsthafter, konservativer Mann mit einer geringen Toleranz für Unsinn und Respektlosigkeit. Er spricht mit einer monotonen Stimme, unabhängig von der Situation, und hat einen stereotypischen ländlichen Akzent aus Ontario. Er bewegt sich steif, trägt stets einen intensiven Gesichtsausdruck und hält seine Schultern und seinen Kiefer fest, während seine Augen zusammengekniffen sind. Er lächelt oder lacht selten, selbst wenn er über leichte oder humorvolle Themen spricht, was er dennoch häufig tut. Er hat ein strenges Pflichtbewusstsein und bietet sogar den Hockeyspielern Unterstützung an, wenn sie ihn um Hilfe bitten, obwohl er sie persönlich nicht mag.

### Daryl
Daryl ist ein Kindheitsfreund von Wayne und Katy und verbringt oft Zeit mit ihnen und Squirrely Dan auf der Farm sowie an ihren anderen Treffpunkten in Letterkenny und darüber hinaus.
Daryl ist in mancher Hinsicht sozial ungeschickt. Er leckt sich die Lippen, nachdem er einen Nasenputzer gemacht hat, sehr zum Ekel von Wayne, und es ist bekannt, dass er seine Bauernkleidung zu MoDean's trägt. Er fährt einen verfallenen Van, den Wayne abschätzig betrachtet. Er ist relativ wortkarg und spricht monoton, wobei er Wörter wie „basket“ falsch ausspricht. Trotzdem wird gezeigt, dass er schlagfertig und intellektuell neugierig ist und über einen großen Wortschatz verfügt, den er gegen verbale Gegner einsetzen kann.
Es wird angedeutet, dass Daryl als Kind etwas verwöhnt wurde, insbesondere durch seine „super weichen“ Partys mit einem als Einhorn verkleideten Pferd und der Aktivität des Cupcake-Dekorierens. Wayne und Katy, die solche Partys nicht hatten, halten die Tradition aufrecht, sehr zu Daryls Missfallen.
Daryl mag Bier, in der Regel Puppers, raucht Zigaretten und liebt Joghurt, den er von zu Hause mitbringt, um ihn bei Wayne und Katy zu essen.

### Katy
Katy ist Waynes jüngere Schwester und wird oft gesehen, wie sie mit den "Hicks" (Wayne, Daryl und Dan) herumhängt. Dabei ist sie häufig genervt von ihren Witzen über Flatulenzen, der Benennung ihrer Rülpser, ihren betrunkenen Alter Egos und anderen derben Scherzen. Unabhängig, durchsetzungsfähig und freiheitsliebend, trägt Katy gerne aufreizende Kleidung, was Wayne missfällt. Er fordert sie oft auf, sich „ein verdammtes bisschen anzuziehen“, worauf sie meist mit „nicht mein Ding“ antwortet.
Katy ist ebenso schützend gegenüber ihrem Bruder; sie hasst seine Ex Angie leidenschaftlich dafür, dass sie Wayne betrogen hat, und nutzt jede Gelegenheit, um Angie zu konfrontieren, wenn sie anfängt, Probleme mit dem Hockeyteam zu verursachen.
Sie drängt ihren Bruder auch, wieder ins Dating-Leben einzutauchen, und findet sogar eine Partnervermittlerin, um ihm zu helfen.
Katy landet oft in Beziehungen mit Männern, die sie dominiert und herabsetzt. Als sie erfährt, dass Stormy, Waynes Hündin, immer wieder versucht, ihre potenziellen männlichen Partner zu töten, bemerkt Katy anerkennend: „Das ist mein Mädchen!“
Über Katys und Waynes Kindheit ist nicht viel bekannt, außer dass sie in ihrer Kindheit keine Geburtstagsfeiern feiern durften und schöne Erinnerungen an ihren Onkel Eddie haben. Schon in jungen Jahren war sie eine versierte Rechtschreiberin und gewann neun Jahre in Folge die Letterkenny Adult Spelling Bee. Ein Jahr wurde sie von Stewart besiegt, kehrte aber im folgenden Jahr zurück, um das Band zurückzugewinnen.
Es ist unklar, ob sie zur Schule geht oder außerhalb der Farm arbeitet. Unruhig geworden, antwortet sie auf eine Anzeige für eine Talent- und Modelsuche in der Hockeyarena, wo sie einen Agenten trifft, der sie als Model unter Vertrag nehmen möchte. Er holt sie von der Farm ab — wo Reilly, Jonesy und Stewart versammelt sind, um um ihre Zuneigung zu kämpfen — und bringt sie in die große Stadt. Bald kehrt sie jedoch zur Farm zurück, da ihr das Modeln langweilig ist — sie beschwert sich, dass „ein Affe das machen könnte“, dass es kein Geld bringt und dass sie die „Schlittenfahrtsaison“ vermisst.
Sie kommt mit dem männlichen Modelpaar Shep und Kingsley, mit denen sie schläft, zurück. Als sie von deren Problemen mit dem Körperbild genervt ist, leiht sie sich Waynes Truck, um sie für immer in die große Stadt zurückzubringen.
Katy ist bisexuell und hat eine hohe Libido. Zu Beginn der Serie hat sie eine polyamouröse Beziehung mit Reilly und Jonesy. Sie trennen sich von ihr, weil sie sie beide betrügt, obwohl sie es auch schafft, dass sie zugeben, untreu gewesen zu sein. Sie hat kurzzeitig etwas mit Stewart, obwohl sie keinen Sex haben, und trennt sich, bevor Katy herausfindet, dass er einen ziemlich großen Penis hat, was sie später enttäuscht. Sie deutet auch an, dass sie Rat-Ass nackt gesehen hat und dass sie stark zu Bonnie McMurray und Bradley hingezogen ist. Sie hat im Badezimmer auf der St. Patrick's Day-Party einen kurzen Seitensprung mit Mrs. McMurray. Außerdem hat sie einen sexuell aufgeladenen Austausch mit Angie, um deren Einfluss auf die Letterkenny Irish zu entfernen.

### Dan
(Spinner) Dan, einer der zentralen Hicks, verbringt viel Zeit mit Wayne und Katy (Die er "Miss Katy" nennt.) auf ihrer Farm zusammen mit Daryl. Es scheint jedoch, dass er in der Kindheit nicht mit ihnen befreundet war und sich die Geschichte von Daryls „super weichen“ Geburtstagsfeiern erklären lassen muss.
Dan ist bekannt für seine ausschweifenden Geschichten, seine große erweiterte Familie, sein übermäßiges Teilen sexueller Details und seine Flatulenzen. Er hat auch ein ungewöhnliches Sprachmuster, bei dem er Singularwörter pluralisiert, indem er am Ende scheinbar willkürlich ein „S“ hinzufügt.
Trotz seines ungebildeten Hicks-Aussehens und -Sprechens ist Dan nicht nur ein intellektuell tiefgründiger Denker mit einem breiten Wissen, sondern auch leidenschaftlich für Gleichberechtigung. Er erwähnt oft seine Kurse in Frauenstudien und wird stark von den Lehren von Professor Tricia beeinflusst.

### Reilly
Als Reilly zum ersten Mal vorgestellt wird, ist er ein selbstgefälliger, egoistischer und verantwortungsloser, stereotypischer Junior-Hockeyspieler. Im Laufe der Serie zeigt er jedoch mehr Reife, Tiefe und Sensibilität.
Zum Beispiel, als der Trainer der Letterkenny Shamrocks ihn darauf anspricht, dass ihm der Lebensstil eines Hockeyspielers wichtiger sei als der Sieg – „Ihr seid Poseure!“ – bemühen er und Jonesy sich, in Form zu kommen und das Spiel zu studieren, was sowohl Katy als auch dem Trainer gefällt. Als er entdeckt, dass der Rookie high auf Meth ist und die Skids belästigt, wehrt er sich vehement und prügelt sich schließlich mit den Einheimischen an der Seite der Hicks. Andererseits bleibt er ein Frauenheld und ist ein schlechter Rechtschreiber.
Er hatte Schwierigkeiten, sich an das Spielen im Seniorenhockey mit den Letterkenny Irish anzupassen, da er von den älteren Mitspielern ausgeschlossen wurde. Als ihr alter Trainer zurückkehrt und ihre Bemühungen als „Kinderspiel“ abtut und sie dafür rügt, dass sie das Beintraining ausgelassen haben, gesteht er Jonesy, dass er verletzt spielt – nicht schwer verletzt, aber verletzt – und ist versucht, das Training auszulassen. Nach einigen Selbstreflexionen mit Glen wird er jedoch neu motiviert. Er und Jonesy führen die Liga in Toren (und Strafminuten) an und übernehmen eine Führungsrolle im Team, indem sie den Teambus wieder aufbauen, eine spaltende Puck Bunny loswerden und ihre Mitspieler im „chirping“ von der Bank aus trainieren.
Reilly spricht fast ausschließlich in Hockeyjargon und anderem „Sportler-Talk“ und improvisiert oft ausgiebig mit Jonesy. Er scheint dies fast unbewusst zu tun und verwendet das Fachvokabular selbst im Gespräch mit Menschen wie den Hicks oder Glen.
Er hat offenbar eine tiefe Zuneigung zu seiner Mutter und ist so wütend, dass er in Tränen ausbricht, als Shoresy vulgär darüber spricht, mit ihr zu schlafen.
Er und Jonesy freunden sich im Fitnessstudio mit Ron und Dax an und loben sie für ihre großartigen „chirps“. Später nehmen sie an der Hochzeit von Ron und Dax teil. In einem anschließenden Gespräch vereinbaren sie ein „Takedown-Turnier“, um zu sehen, wer die meisten sexuellen Partner erobern kann. Kurz nach dem Beginn erkennen sie jedoch, dass sie möglicherweise unterlegen sind; der Wettbewerb endet abrupt, als er und Jonesy sich mit einer sexuell übertragbaren Krankheit anstecken.

### Jonesy
Als Jonesy zum ersten Mal eingeführt wird, ist er ein stereotypischer Junior-Hockeyspieler, selbstgefällig und egozentrisch. Im Laufe der Serie zeigt er jedoch mehr Reife, Tiefe und Sensibilität.
Zum Beispiel, als der Trainer ihn darauf anspricht, dass ihm der Lebensstil eines Hockeyspielers wichtiger ist als der Sieg – „Ihr seid Poseure!“ – bemühen er und Reilly sich, in Form zu kommen und das Spiel zu studieren, was sowohl Katy als auch dem Trainer gefällt. Andererseits bleibt er ein Frauenheld und ist ein schlechter Rechtschreiber.
Er und Reilly hatten Schwierigkeiten, sich an das Spielen im Seniorenhockey mit den Letterkenny Irish anzupassen, da sie von den älteren Mitspielern ausgeschlossen wurden. Als ihr alter Trainer zurückkehrt und ihre Bemühungen als „Kinderspiel“ abtut und sie dafür rügt, dass sie das Beintraining ausgelassen haben, stehen sie beide kurz vor dem Zusammenbruch. Jonesy versucht, Reilly zu ermutigen, im Programm zu bleiben – dass seine Gefühle verletzt sind, nicht weh tun – und nach einigen Selbstreflexionen mit Glen kommen sie erfrischt zurück. Er und Reilly führen die Liga in Toren (und Strafminuten) an und übernehmen eine Führungsrolle im Team, indem sie den Teambus wieder aufbauen, eine spaltende Puck Bunny loswerden und ihre Mitspieler im „chirping“ von der Bank aus trainieren.
Jonesy spricht, wie Reilly, fast ausschließlich in Hockeyjargon; sie improvisieren oft längere Zeit miteinander. Auch Jonesy zeigt tiefes Mitgefühl für seine Mutter und ist wütend, als Shoresy vulgär darüber spricht, mit ihr zu schlafen.

### Gail
Gail ist die Besitzerin und Barkeeperin von MoDean's und dessen späteren Inkarnationen sowie die Arbeitgeberin von Alexander und später Bonnie McMurray und Glen. Sie ist mit den Hicks befreundet und hat zu den meisten Leuten in der Stadt ein gutes Verhältnis. Wenig ist über ihren Hintergrund oder ihre Familie bekannt, außer dass sie mit Bradley verwandt ist.
Gail ist übersexuell, spricht häufig über Sex und Anziehung in übertriebenen Tönen und mit obszönen Gesten. Sie hatte Sex mit Waynes und Katys Onkel Eddie, als er in den 90ern war, und bei Waynes Weihnachtsfeier führte sie einen erotischen Tanz mit einem Porträt von ihm auf. Als Onkel Eddie ihnen 5.000 Dollar hinterließ, schlug sie vor, das Geld für ein Partnervermittlungsprojekt für Wayne auszugeben, ähnlich wie bei *The Bachelor*, mit besonderem Interesse daran, dass er Sex mit den drei Finalistinnen hat. Für die Letterkenny Talent Show führte sie ein Monolog aus *Glad He Ate Her XXX*, einem pornografischen Film, den sie als ihren Lieblingsfilm bezeichnete.
Nachdem das ursprüngliche MoDean's niedergebrannt war, verdiente sich Gail ihren Lebensunterhalt mit Hundezucht und fand erfolgreich einen geeigneten Zuchtrüden für Waynes Deutschen Schäferhund Stormy, der Rosie, ihrer Cousine, gehört. Sie schaffte es, die Bar an einem neuen Standort, genannt MoDean's II, wieder zu eröffnen und stellte Bonnie und Glen als Kellner ein. Obwohl Jivin' Pete nicht hielt, was er versprach, sprangen die Hicks ein, um sicherzustellen, dass die Eröffnung ein Erfolg wurde. Irgendwann wurde sie besorgt, dass der Standort heimgesucht wurde, nachdem ein Growler von Onkel Eddies Schweinehuf-Hopf-Bier sich scheinbar bewegt hatte. Sie holt die Hicks zur Hilfe, um zu ermitteln, und nachdem sie die üblichen Verdächtigen in der Stadt befragt hatte, entdeckt sie, dass Wayne selbst sie als Scherz bewegt hatte.
Die Bar erwies sich als zu erfolgreich mit Degens aus dem Umland, was sie dazu brachte, ihren Cousin Bradley als Türsteher einzustellen. Seine Anwesenheit war ausreichend, um sie für immer abzuschrecken, obwohl er schließlich mit den Hicks kämpfte, nachdem sie sich lächerlich betrunken und nervig verhalten hatten, was dazu führte, dass er wieder ging. Ein Streit zwischen Jivin' Pete und Daryl führte zu einer Schlägerei, bei der die Hicks und andere Stadtbewohner die Degens erfolgreich wieder hinauswarfen, scheinbar für immer. Bei Gails Geburtstagsparty, zwei Monate nach dem Streit zwischen Bradley und Wayne, versöhnten sich die beiden, und Wayne und Rosie wurden ebenfalls wiedervereint.
Leider erleidet MoDean's II dasselbe Schicksal wie sein Vorgänger, was Gail dazu bringt, einen längeren Urlaub in einem südamerikanischen Singles-Resort zu machen, um „sich voll zu tanken“. In der Zwischenzeit verlegt sie ihren Betrieb in einen Raum im Ukrainischen Zentrum, wo Bonnie in ihrer Abwesenheit als Barkeeperin arbeitet.
Gail kehrt zurück und eröffnet eine dritte Inkarnation, die als MoD3an's bezeichnet wird, die sich als deutlich feuerresistenter erwiesen hat als ihre Vorgänger. Bonnie und Glen arbeiten weiterhin im Team, was Gail beispielsweise ermöglicht, am Century Club teilzunehmen. Sie bleibt jedoch dem Etablissement treu, indem sie zum Beispiel verweigert, zu schließen, solange das Hockeyteam noch seinen nationalen Meistertitel feiert. Sie sieht sich der größten Herausforderung für ihr Geschäft gegenüber, als ein *Breastaurant* in Letterkenny eröffnet, aber letztendlich kehren die Stadtbewohner zu ihrem Etablissement zurück, und MoDean's ist später Gastgeber der Launch-Party für NDN NRG.

### Steward
„Die Skids“ ist ein Spitzname, den die anderen Bewohner von Letterkenny Stewarts Gruppe geben, die ihre Zeit im Keller verbringen, Videospiele spielen und Drogen, insbesondere Meth, herstellen und konsumieren oder im Parkplatz des Dollar-Ladens tanzen. Wie der Rest der Gruppe sieht sich Stewart als sozialen Außenseiter, und seine Kleidung ist von der Goth-/Emo-Subkultur beeinflusst.
Katy sieht ihn auf der Treppe der Klinik und bedauert den Drogenkonsum, der zu seiner Ächtung und Unattraktivität geführt hat. Sie erwähnt, dass er sie in der Highschool, als sein Interesse der Musik galt, charmierte. Dies inspiriert ihn, das Meth-Geschäft aufzugeben und sich auf die Musik zu konzentrieren, um ihre Zuneigung zu gewinnen, indem er die Drogeneinnahmen der Gruppe für eine Rave-Party ausgibt. Obwohl die Rave-Party erfolglos ist, wird er eingeladen, beim jährlichen St. Patrick's Day-Fest im Ag Hall als DJ aufzulegen.
Die Hicks und andere verachten ihn gleichzeitig und empfinden Mitleid mit ihm. Er macht sich Feinde unter den Natives, indem er Zigaretten gegen den ausdrücklichen Wunsch von Tanis zum Verkauf anbietet. Reilly und Jonesy suchen ebenfalls Rache, weil er dem Neuling Meth gegeben hat und Letterkenny den Ruf einer Meth-Stadt verpasst hat. Dennoch schließen sich die Hicks und die Hockeyspieler zusammen, um die Skids zu verteidigen, als Tanis und die Natives einen Streit beginnen. Nachdem Stewart clean wird, verbessert sich ihre Beziehung erheblich, sodass sie oft miteinander reden und den Hicks bei ihren verschiedenen Scherzen helfen, obwohl sie ihn immer noch für einen nervigen Idioten halten.
Katy und Stewart hatten eine kurze Beziehung, was Wayne und die Hockeyspieler in Erstaunen versetzte. Die Beziehung erzeugt Spannungen zwischen Stewart und den anderen Skids und führt zu einer Rivalität zwischen ihm und Devon, der die Führung der Skids übernimmt und Stewart aus dem Keller wirft. Wayne erlaubt Stewart, im Bauernhaus zu bleiben, bis er umziehen kann, sieht jedoch versehentlich sein Glied während des Aufenthalts, was ihn verstört.
Stewarts und Devons Rivalität zieht in die Wahl des Ag Hall-Präsidenten ein, wobei Devon ein Wahlvideo für McMurray produziert und Stewart eines im Auftrag von Wayne erstellt. Stewart ist mehr daran interessiert, Devons Klickzahlen zu übertreffen als an der Wahl selbst; er gewinnt das Rennen um die Aufrufe, verliert jedoch die Wahl.
Einige Zeit nach Devons Abgang schließt sich Gae den Skids an und inspiriert sie zu Unfug, wie Vandalismus. Stewart organisiert die Gruppe als Kollektiv, das sich F.A.K.U. nennt: Freaks Acting Krazy United. Gaes Plan, sich so schlecht zu benehmen, dass ihre Mutter sie zurück in die große Stadt holt, gelingt jedoch, was zu einem schmerzhaften Abschied führt.
Stewart gerät auch in eine Rivalität mit Glen über die Nutzung des Parkplatzes des Discount-Ladens, den die Skids für Fahrradtricks nutzen wollen und den Glen für Straßenpredigten verwenden möchte. Der Streit führt zu einem Stillstand, an dem Punkt fragt Stewart, was Jesus tun würde, und er stimmt zu, seinen „Stil auszuprobieren“. Er gibt zu, dass Gott „ziemlich cool“ ist, und stimmt zu, den Parkplatz zu teilen.
Stewart fühlt sich weiterhin von den anderen Bewohnern von Letterkenny entfremdet. Er äußert seine Abneigung gegenüber seinen Cousins, den Bay-Brüdern, als sie zur Heuernte nach Letterkenny zurückkehren. Bei der Feier von Great Day for Thunder Bay auf dem Bauernhof fragen sie jedoch nach ihm und heißen ihn willkommen, weil er „Familie, bis ins Mark“ ist. Obwohl sie kein Interesse daran haben, mit Stewart zu feiern, stimmen sie zu, gemeinsam mit ihm zu feiern.
Stewart erlangt ein wenig Berühmtheit, als er Katy beim jährlichen Letterkenny Adult Spelling Bee besiegt. Katy besiegt ihn im folgenden Jahr jedoch und gewinnt die Krone zurück. Später schließen sich Glen, Gae und die Skids zusammen und veranstalten eine Intervention für ihn, nachdem er in eine Dark-Web-Sucht gerutscht ist, und er wird zur Rehabilitation geschickt. Als er zurückkommt, schockiert sein gesundes und gepflegtes Aussehen sie.
Stewart zieht mit Gae in die Stadt, wo sie in einem Club als DJs arbeiten, und zusammen mit Roald haben sie ein Nebengeschäft, in dem sie GHB herstellen und verkaufen – grün gefärbt, damit es nicht als Roofie verwendet werden kann. Roald, besorgt über ihre Drogenaktivitäten, aber auch neidisch auf die Beziehung zwischen Stewart und Gae, kontaktiert die Hicks und bittet sie, in die Stadt zu kommen, um Stewart abzuholen, was sie tun.

### Roald
Roald ist ein Mitglied der Skids, der Gruppe von Außenseitern, die von Stewart angeführt wird und die die meiste Zeit damit verbringt, Drogen herzustellen und zu konsumieren, Videospiele in ihrem Keller zu spielen, Kleinkriminalität und Vandalismus in der Stadt zu begehen oder im Parkplatz des Dollar-Ladens zu tanzen. Nach dem Weggang von Devon wird er Stewarts Sidekick und de facto Stellvertreter. Roald hat ein schlechtes Verhältnis zu seinen Eltern, die seine Sexualität nicht akzeptieren, obwohl sie ihn nach dem Autor von Charlie und die Schokoladenfabrik benannt haben. In einem zufällig mitgehört Telefonat mit seinem Vater sagt er, dass er „immer noch schwul“ sei.
Als Roald zum ersten Mal gesehen wird, belästigen er und die Skids Wayne auf dem Parkplatz von MoDean's. Er beteiligt sich an ihrem Spott über ihn, weil er Tinder und Grindr benutzt, obwohl ihn das als Schwulen unangenehm berührt; Stewart und Devon sprechen jedoch ihre Unterstützung für ihn aus.
Roald bleibt Devon während dessen Differenzen mit Stewart über die Fortführung des Meth-Geschäfts und über die Beziehung zu Katy treu. Dennoch hegen beide keinen Groll gegeneinander, als Stewart seine Position an der Spitze der Gruppe wieder einnimmt.
Nach Devons Verschwinden wird Roald nach Stewart der prominenteste Skid. Er ist fast immer an Stewarts Seite zu sehen. Er ist bei Stewarts Intervention und bei seiner Rückkehr aus der Rehabilitation anwesend. Nach anfänglichem Misstrauen und dann Eifersucht gegenüber Gae werden sie Freunde, und Roald besucht Stewart und Gae in der Stadt und hilft dabei, grün gefärbtes GHB an Clubbesucher zu verkaufen. Besorgt, dass Stewarts Vigilantismus ihn zum Ziel von Gewalt des örtlichen Drogenhändlers machen könnte, überzeugt Roald (mit Katys Hilfe) die Hicks, in die Stadt zu kommen, um ihn zurück nach Letterkenny zu bringen, was sie anschließend tun.
Die Bedrohung durch den Dealer verschwindet jedoch nicht, und Roalds „Inspiration“-Board mit muskulösen Männern wird zur Inspiration für Stewart, um sich aufzupumpen und kämpfen zu lernen. Roald begleitet Stewart während dessen Training mit Ron, Dax, Joint Boy und Tyson zur Vorbereitung auf den Kampf mit dem Drogenhändler im Club und wird gezwungen, gegen ihn zu kämpfen, obwohl Stewart sich weigert, seinen Freund zu schlagen. Als sie in den Club zurückkehren, um sich dem Dealer zu stellen, beteiligt sich Roald begeistert an der Schlägerei.
Obwohl er das Rave auf Devons Geheiß boykottiert, unterstützt Roald später Stewarts Musikkarriere, angefangen beim Auflegen als DJ bei Rons und Daxs Hochzeit, über die technische Unterstützung für Crack N Ag, bis hin zur Auswahl der Titelmusik für die reaktivierten Letterkenny Irish. Er begleitet Stewart, als sie seine DJ-Dienste im Breastaurant anbieten, und schließt sich ihm in der Kabine als Teil eines neuen musikalischen Teams namens 2cock Chakur an.
Roald trainiert intensiv mit Lady C, um seine Tanzfähigkeiten zu verbessern, als die Skids in eine VidVok-Rivalität mit den Hockeyspielern verwickelt werden. Er führt eine Choreografie mit ihr fehlerfrei auf und gibt ihnen Hoffnung, ihre Aufrufzahlen zu steigern; jedoch geht Lady C auf Anregung von Aly und Bianca unabhängig.

### Glen
Glen ist zu Beginn der Serie ein evangelikaler Christ, Pastor der Grace Fellowship Church und Direktor des Burning Bush Youth Ministry. Die Show deutet mehrmals an, dass er schwul ist, insbesondere in einer Episode, in der seine übertriebenen, flamboyanten Manierismen, religiöse Predigten mit sexuellen Untertönen, die sich an Männer richten, sowie sein häufiges Essen von Eis am Stiel, Lutschern und ähnlichen Nahrungsmitteln in einer suggestiven Weise hervorgehoben werden. Trotz dieser Anzeichen wird seine mögliche Homosexualität nie direkt erwähnt. Sein Akzent deutet darauf hin, dass er ursprünglich aus dem amerikanischen Süden stammt, aber sein Ursprung oder seine frühere Biografie sind nicht erforscht worden.
Glen ist aufrichtig in seinem Glauben, hat jedoch manchmal Schwierigkeiten, andere zu inspirieren. Er versucht, Reilly und Jonesy zu beraten, als sie desillusioniert vom Hockey sind, ist jedoch am Ende nur verwirrt von ihnen.
Um über die Runden zu kommen, nimmt er Nebenjobs als „Kellner“ im Four Dancers Resto Bar östlich der Stadt sowie beim Super Scoops Eiswagen im Umland an. Als MoDean's II eröffnet, „kehrt er zum Kellnern zurück“ und bekommt dabei ein Makeover, damit Gail etwas „Augenweide“ hat, was Katy aufmerksam macht.
Nach mehreren Jahren entfernt ihn seine Denomination, die Church of Spiritual Humanism, von seiner Rolle als Pastor, citing Budgetkürzungen. Um sein Ministerium fortzusetzen, beginnt er, auf dem Parkplatz des Dollar-Ladens zu predigen. Er gerät in Konflikt mit den Skids, die den Parkplatz nutzen wollen, um mit ihren Fahrrädern zu fahren, kommt jedoch mit ihnen zu einer Vereinbarung, ihn zu teilen. Einige Zeit später erfüllt er sich seinen Traum, in einem Passion-Spiel mitzuwirken, mit der Hilfe der Hockeyspieler und der Skids, und wird schließlich wieder in seine Kirche eingesetzt; die Mennoniten Noah und Anita Dyck suchen ihn dort auf, als sie nach ihren Töchtern suchen.
Glen wird auch Manager des öffentlichen Kabel-TV-Senders von Letterkenny, wo er oft selbst die Kameras bedient. Die Hicks schlagen eine Anrufsendung zur landwirtschaftlichen Beratung mit Wayne, Dan und Daryl vor, die Glen produziert, obwohl er dabei erheblichen Ärger mit den Talenten hat. Gelegentlich hilft er auch Gail in MoDean's, wird aber seltener gesehen als Bonnie McMurray. Außerdem wurde er gesehen, wie er in der Letterkenny Walk-in Clinic in der Uniform einer weiblichen Krankenschwester arbeitet.

### McMurray
McMurray ist ein Landwirt in Letterkenny und Präsident der Letterkenny Agricultural Hall.
Er hat ein starkes Gefühl für Anstand, Loyalität zur Stadt und Bewunderung für Kanadagänse, das Wayne rivalisiert. Sie kämpfen mehrmals gemeinsam gegen Degenerierte.
In manchen Fällen frustriert sein Interesse, die Dinge auf die richtige Art und Weise zu tun, die anderen Stadtbewohner, zum Beispiel durch seine langen Sitzungen des Ag-Hall-Vorstands, die zu seiner kurzzeitigen Absetzung als dessen Leiter führten. Gleichzeitig ist er jedoch praktisch, wenn es darum geht, die Jamboree abzusagen oder die Ag Hall an Stewart für eine Rave-Party zu vermieten, da die Ag Hall die Mittel benötigte.
Er und Mrs. McMurray zeigen häufig öffentliche Zuneigung und Flirten, was oft die Menschen um sie herum unbehaglich macht. Wayne beispielsweise wurde dazu gebracht, ihre Darbietung beim Talentwettbewerb zu unterbrechen. Später offenbaren sie, dass sie Teil "des Lebensstils" (Polyamorie oder Swinger) sind, bei einer Party in ihrem Whirlpool. Beide machen oft Reisen mit Freunden zu verschiedenen Warmwetterzielen und beteiligen sich an promiskuitiven Aktivitäten, die McMurray in unangenehm vulgären Begriffen beschreibt, wenn er sehr betrunken ist, oft während Mrs. McMurray gleichzeitig ihre Abenteuer erzählt, manchmal nur wenige Meter entfernt voneinander.
Wayne und andere Charaktere bemerken regelmäßig, dass "McMurray ein Stück Scheiße ist", scheinen aber dennoch eine freundschaftliche Beziehung zu ihm aufrechtzuerhalten. Mrs. McMurray wird von zahlreichen anderen Männern in der Gegend begehrt, die in Staffel 7 in Waynes öffentlich zugänglicher Show anrufen, um ihr Verlangen nach ihr und ihre Abneigung gegen McMurray auszudrücken. Trotz seiner sexuell abenteuerlichen Natur wird McMurray oft nervös und sichtbar unbehaglich, wenn er mit schwulen Männern umgeht, was zu vielen stammelnden Erklärungen führt, dass er nicht "gegen" sie, aber auch nicht "wie" sie ist. Außerdem hat er, was er fälschlicherweise als "durchschnittliche Größe" seines Penis von 5,15 Zoll bezeichnet, basierend auf einer "genauen" Messmethode, die er in Howard Sterns Radioshow gehört hat, im Gegensatz zu den 4,15 Zoll, die er zuvor gemessen hatte.
McMurrays jüngere Schwester Bonnie ist Studentin und arbeitet im Rabattladen, wenn sie zu Hause ist. McMurray war sehr daran interessiert, eine Verbindung zwischen ihr und Wayne herzustellen, aber Wayne lehnte ab und verwies auf den Altersunterschied. Bonnie bleibt das Objekt der Begierde vieler Stadtbewohner, hat jedoch nur Augen für Wayne. Bonnie erwähnt auch einen jüngeren Bruder in Staffel 7, obwohl noch unklar ist, ob er auch mit McMurray verwandt ist oder nur mit ihr.
McMurray murmelt, wenn er spricht. Sein Murmeln wird im Laufe der Jahre immer ausgeprägter, bis er entdeckt wird, dass er es benutzt, um beim Letterkenny Adult Spelling Bee zu schummeln. Ähnlich stellen er und Wayne im Laufe der Jahre fest, dass sie immer häufiger gleichzeitig sprechen, was Gespräche schwierig macht. Wayne schätzt, dass dies passiert, weil sie in vielen Themen einer Meinung sind, wünscht sich aber, sie könnten mehr miteinander reden, da es zu schwierig ist.

## Besetzung
| Schauspieler     | Rolle          | Deutscher Synchronsprecher |
| ---------------- | -------------- | -------------------------- |
| Jared Keeso      | Wayne          | Dennis Herrmann            |
| Nathan Dales     | Daryl          | Fabian Oscar Wien          |
| Michelle Mylett  | Katy           | Jenny Löffler              |
| K. Trevor Wilson | Squirrelly Dan | Peter Sura                 |
| Dylan Playfair   | Reilly         | Tom Ferenc                 |
| Andrew Herr      | Jonesy         | Oscar Räuker               |
| Tyler Johnston   | Stewart        | Tobias Diakow              |
| Dan Petronijevic | McMurray       | Thomas Schmuckert          |
| Melanie Scrofano | Mrs. McMurray  | Nicole Hannak              |
| Mark Forward     | Coach          | Georgios Tzitzikos         |
| Jacob Tierney    | Glen           | Rainer Fritzsche           |
| Kaniehtiio Horn  | Tanis          | Nina Machalz               |

## Produktion
Letterkenny wurde in Sudbury, Ontario, gedreht und ist die erste Originalserie, die von Crave in Auftrag gegeben wurde. Die Serie feierte ihre Premiere am 7. Februar 2016. Die dargestellte Stadt Letterkenny ist fiktiv und basiert nicht auf dem echten Letterkenny in Ontario, sondern lose auf der Heimatstadt des Schöpfers Jared Keeso, Listowel, Ontario.
Die Serie entstand aus der Webserie *Letterkenny Problems*, die Keeso 2013 auf YouTube veröffentlichte. Diese Webserie bestand hauptsächlich aus humorvollen Dialogen zwischen Keeso und Nathan Dales und erhielt eine Nominierung für einen Canadian Screen Award. Neben Keeso sind auch Jacob Tierney und Michael Dowse an der Produktion beteiligt, wobei Tierney zusätzlich eine Nebenrolle als Pastor Glen übernimmt. Zum Hauptcast gehören außerdem Michelle Mylett, Dylan Playfair, Andrew Herr, Tyler Johnston, Lisa Codrington, Kaniehtiio Horn und K. Trevor Wilson.
Im März 2016 wurde eine zweite Staffel bestätigt, gefolgt von einer dritten Staffel im August desselben Jahres. Ein St. Patrick's Day-Special wurde 2017 veröffentlicht, und die vierte Staffel folgte im Dezember 2017. Weitere Special-Episoden und Staffeln wurden bis 2020 veröffentlicht. Die Produktion der Staffeln 10 und 11 wurde aufgrund der COVID-19-Pandemie verzögert, begann jedoch im Juni 2021. Zudem wurde ein Spin-off zur Figur Shoresy angekündigt.
Die zwölfte und letzte Staffel von *Letterkenny* erschien am 25. Dezember 2023. Um die finale Staffel vorzubereiten, erwarb New Metric Media die Vertriebsrechte zurück und schloss einen internationalen Streaming-Vertrag mit Netflix ab. Crave gab außerdem bekannt, dass mindestens 49 Episoden des Spin-offs *Shoresy* sowie potenzielle weitere *Letterkenny*-Ableger geplant sind.